# Зелёная Дуброва (Гомельская область)
Зелёная Дуброва (бел. Зялёная Дуброва) — посёлок в Морозовичском сельсовете Буда-Кошелёвского района Гомельской области Белоруссии.
На севере граничит с лесом.

## География

### Расположение
В 3 км на юго-запад от районного центра и железнодорожной станции Буда-Кошелёвская (на линии Жлобин — Гомель), 48 км от Гомеля.

### Гидрография
На юге и западе мелиоративные каналы.

## Транспортная сеть
Транспортные связи по просёлочной, затем автомобильной дороге Буда-Кошелёво — Гомель. Планировка состоит из короткой прямолинейной улицы, ориентированной с юго-востока на северо-запад и застроенной двусторонне деревянными домами усадебного типа.

## История
Основан в начале 1920-х годов на бывших помещичьих землях переселенцами с соседних деревень. В 1929 году организован колхоз. На фронтах Великой Отечественной войны погибли 7 жителей деревни. В 1959 году в составе совхоза «Морозовичи» (центр — деревня Морозовичи).

## Население

### Численность
- 2004 год — 7 хозяйств, 12 жителей.

### Динамика
- 1959 год — 116 жителей (согласно переписи).
- 2004 год — 7 хозяйств, 12 жителей.